# ディオン・ウェイターズ
ディオン・ウェイターズ（Dion Waiters, 1991年12月10日 - ）は、アメリカ合衆国ペンシルバニア州フィラデルフィア出身のプロバスケットボール選手。ポジションはシューティングガード。NBAのオクラホマシティ・サンダー、マイアミ・ヒート、ロサンゼルス・レイカーズなどに所属していた。

## 来歴

### カレッジ
シラキュース大学で2年間プレーし、ビッグ・イーストでシックスマン賞を受賞し、サード・チーム、オール・トーナメント・チームにも選ばれた。

### 個人成績
| シーズン | チーム           | GP | GS | MPG  | FG%  | 3P%  | FT%  | RPG | APG | SPG | BPG | PPG  |
| -------- | ---------------- | -- | -- | ---- | ---- | ---- | ---- | --- | --- | --- | --- | ---- |
| 2010–11  | シラキュース大学 | 34 | 0  | 16.3 | .411 | .329 | .813 | 1.6 | 1.5 | 1.1 | .1  | 6.6  |
| 2011–12  | シラキュース大学 | 37 | 0  | 24.1 | .476 | .363 | .729 | 2.3 | 2.5 | 1.8 | .3  | 12.6 |

## NBA

### クリーブランド・キャバリアーズ
2012年のNBAドラフトにエントリーし、全体4位という高い評価を得てクリーブランド・キャバリアーズに指名された。1年目の2012-13シーズンはオールスターウィークエンドのライジング・スターズ・チャレンジでMVPに選ばれた。またルーキー・オブ・ザ・イヤーの投票では5位となった。
2年目の2013-14シーズンもライジング・スターズ・チャレンジに出場、31得点、7アシストをあげた。同年3月18日のマイアミ・ヒート戦で17得点、11アシスト、初のダブルダブルを記録した。
2014年11月5日の試合前に行われるアメリカ国歌が歌われる際、ムスリムであることを理由としてロッカールームにいた。後日彼は、宗教的信念に基づきアメリカ国歌の際にコートを不在としたことは誤りであったと認めた。

### オクラホマシティ・サンダー
2015年1月5日、ニューヨーク・ニックスが絡んだ三角トレードで'オクラホマシティ・サンダーに移籍した。このトレードでクリーブランドはイマン・シャンパートとJ・R・スミスをニックスから獲得し、2015年のNBAドラフト1巡目指名権をサンダーから獲得した。キャブスからはルー・アマンドソンとアレックス・カークと2019年のNBAドラフト指名権がニックスへ渡った。サンダーはランス・トーマスをニックスにトレードした。
2016年7月18日、サンダーはウェイターズに提示していたクオリファイング・オファーを取り下げたことを発表した。

### マイアミ・ヒート

#### 2016-17シーズン
2016年7月25日、マイアミ・ヒートと1年契約を締結。2017年1月23日のゴールデンステート・ウォリアーズ戦では、自己最多タイの30得点を記録し、更に102-102の同点で迎えた第4クォーター残り数秒の場面から、決勝の3ポイントシュートを決めた。

#### 2017-18シーズン
2018年1月12日、前年12月22日のダラス・マーベリックス戦で負った怪我の手術のために今季残りの試合を全休すると報じられた。ウェイターズは今季チームで2番目に多い14.3得点を記録していた。

### ロサンゼルス・レイカーズ
2020年3月6日、ロサンゼルス・レイカーズと契約。2019-20シーズンのNBAチャンピオンを経験した。

## NBA個人成績

### NBAレギュラーシーズン
| シーズン | チーム   | GP  | GS  | MPG  | FG%  | 3P%  | FT%  | RPG | APG | SPG | BPG | PPG  |
| -------- | -------- | --- | --- | ---- | ---- | ---- | ---- | --- | --- | --- | --- | ---- |
| 2012–13  | CLE      | 61  | 48  | 28.8 | .412 | .310 | .746 | 2.4 | 3.0 | 1.0 | .3  | 14.7 |
| 2013–14  | CLE      | 70  | 24  | 29.6 | .433 | .368 | .685 | 2.8 | 3.0 | .9  | .2  | 15.9 |
| 2014–15  | CLE      | 33  | 3   | 23.8 | .404 | .256 | .783 | 1.7 | 2.2 | 1.3 | .3  | 10.5 |
| 2014–15  | OKC      | 47  | 20  | 30.3 | .392 | .319 | .625 | 2.9 | 1.9 | 1.0 | .2  | 12.7 |
| 2015–16  | OKC      | 78  | 15  | 27.6 | .399 | .358 | .713 | 2.6 | 2.0 | 1.0 | .2  | 9.8  |
| 2016–17  | MIA      | 46  | 43  | 30.1 | .423 | .395 | .646 | 3.3 | 4.3 | .9  | .4  | 15.8 |
| 2017–18  | MIA      | 30  | 30  | 30.6 | .398 | .306 | .739 | 2.6 | 3.8 | .8  | .3  | 14.3 |
| 2018–19  | MIA      | 44  | 28  | 25.9 | .414 | .377 | .500 | 2.6 | 2.8 | .7  | .2  | 12.0 |
| 2019–20  | MIA      | 3   | 0   | 14.0 | .385 | .471 | .000 | 3.7 | 1.0 | .0  | .7  | 9.3  |
| 2019–20  | LAL      | 7   | 0   | 23.6 | .425 | .233 | .875 | 1.9 | 2.4 | .6  | .6  | 11.9 |
| キャリア | キャリア | 419 | 211 | 28.2 | .412 | .346 | .694 | 2.6 | 2.8 | .9  | .3  | 13.1 |

### プレーオフ
| シーズン | チーム   | GP | GS | MPG  | FG%  | 3P%  | FT%   | RPG | APG | SPG | BPG | PPG |
| -------- | -------- | -- | -- | ---- | ---- | ---- | ----- | --- | --- | --- | --- | --- |
| 2016     | OKC      | 18 | 0  | 27.3 | .417 | .375 | .667  | 2.6 | 2.3 | .6  | .2  | 8.4 |
| 2020     | LAL      | 5  | 0  | 7.6  | .333 | .000 | 1.000 | .4  | .4  | .2  | .2  | 2.0 |
| キャリア | キャリア | 23 | 0  | 23.0 | .410 | .350 | .688  | 2.1 | 1.9 | .5  | .2  | 7.0 |

## 人物
- 選手としての能力は確かだが、チームの規律を何度も破り出場停止になったり、マイアミ・ヒート在籍時に移動中の飛行機で食用大麻の過剰摂取で意識を失ったりと問題行動が多い。

## プレースタイル
いわゆる典型的な "キャッチ・アンド・シュート"型の選手で、ボールを持ったら直ぐにシュートを打つ悪い癖がある。